# Xã Elrod, Quận Clark, South Dakota
Xã Elrod (tiếng Anh: Elrod Township) là một xã thuộc quận Clark, tiểu bang Nam Dakota, Hoa Kỳ. Năm 2010, dân số của xã này là 90 người.